# Coming of Age (film 2008)
Coming of Age è un cortometraggio del 2008 diretto da Judy Kibinge, prodotto in Kenya.
È stato presentato al  28º Festival di cinema africano di Verona.

## Trama
Tre fasi della vita del Kenya indipendente attraverso gli occhi di una ragazza che cresce. Il grande ottimismo che attorniò i primi passi del Paese con Kenyatta presidente; la dittatura di Moi; il ritorno della speranza, se non l'euforia, con l'avvento al potere di Kibaki, nel 2002. Ma il controverso risultato delle elezioni di dicembre 2007 ha fatto piombare il Paese nella paura e nella violenza. Arriverà mai per la democrazia la maggiore età?